# Azzurrante ottico
Si definisce azzurrante ottico o imbiancante ottico o sbiancante ottico o candeggiante ottico o correttore ottico o agente sbiancante fluorescente un composto chimico che addizionato ad un prodotto è in grado di migliorarne le caratteristiche cromatiche.

## Principio di funzionamento
Gli agenti azzurranti sono generalmente costituiti da coloranti derivati dallo stilbene e dalla cumarina che, una volta colpiti dalla frazione ultravioletta della radiazione solare, sono in grado di riemettere in fluorescenza luce visibile di colore tra il viola-blu ed il blu-verde a seconda del colorante impiegato. L'effetto totale è un aumento della luce riflessa ed un conseguente aumento del grado di bianco congiuntamente ad una diminuzione del grado di giallo. 

## Azzurranti non ottici
Comunemente azzurranti (non ottici) si definiscono invece quei coloranti o pigmenti impiegati nella nuanzatura che a differenza degli ottici non aumentano il grado di bianco ma diminuiscono solamente il grado di giallo.